# Three Lakes Ridge
Three Lakes Ridge är en ås i Kanada.   Den ligger i provinsen Alberta, i den södra delen av landet, 2 900 km väster om huvudstaden Ottawa. Three Lakes Ridge ligger vid sjön Rainy Lakes.
I omgivningarna runt Three Lakes Ridge växer i huvudsak barrskog. Trakten runt Three Lakes Ridge är nära nog obefolkad, med mindre än två invånare per kvadratkilometer.